# Martin Stumpf

Martin Stumpf

Martin Stumpf (* 7. November 1886 in Berlin; † 7. Mai 1974) war ein deutscher Politiker (NSDAP).

## Leben und Wirken
Nach dem Besuch der Volksschule und des Friedrichs-Gymnasiums in Berlin studierte Stumpf Vermessungswesen an den Universitäten Berlin und Bonn. Nach dem Staatsexamen arbeitete er bis zum Ausbruch des Ersten Weltkriegs als Angestellter bei Privatfirmen im In- und Ausland (Türkei) und in der Wasserbauverwaltung.
Am Weltkrieg nahm Stumpf zunächst mit dem Feldartillerie-Regiment 24 teil. Von 1916 bis 1917 wurde er als Instruktionsoffizier in der Türkei eingesetzt. Das Ende des Krieges erlebte er als Batterieführer mit dem Feldartillerie-Regiment 51 an der Westfront. Im Krieg wurde Stumpf mit beiden Klassen des Eisernen Kreuzes, dem Türkischen Eisernen Halbmond und dem Verwundetenabzeichen ausgezeichnet.
Während der bürgerkriegsähnlichen ersten Monate nach dem Krieg gehörte Stumpf dem Regiment Reinhardt in Berlin an. Im März 1920 nahm er am Kapp-Putsch teil. Seinen Lebensunterhalt verdiente er 1919/20 als selbstständiger Landvermesser in Berlin. Anschließend war er bis 1925 als Siedlungsdirektor bei der Kreissiedlungsgesellschaft Sagan tätig. Danach ließ er sich wieder als Landvermesser in Sorau nieder.
Im Januar 1923 trat Stumpf in die Nationalsozialistische Deutsche Arbeiterpartei (NSDAP) ein. 1928 wurde er Ortsgruppenleiter der NSDAP in Sorau und 1929 Bezirksleiter der NSDAP in Sorau-Forst. In den Jahren 1930 bis 1933 gehörte Stumpf der Stadtverordnetenversammlung in Sorau an.
Von März 1933 bis Mai 1938 saß Stumpf als Abgeordneter der NSDAP im deutschen Reichstag, in dem er den Wahlkreis 5 (Frankfurt an der Oder; März 1933 bis November 1933 und März 1936 bis April 1938) beziehungsweise 4 (Potsdam I; November 1933 bis März 1936) vertrat. Während seiner Abgeordnetenzeit stimmte Stumpf für das von der Regierung Hitler eingebrachte Ermächtigungsgesetz vom 24. März 1933, das die juristische Grundlage für die Errichtung der NS-Diktatur bildete.
Von März 1933 bis Juli 1934 amtierte Stumpf als kommissarischer Bürgermeister von Sorau und Kreisleiter des Kreises Sorau. Später wurde er Gauinspekteur im Gau Kurmark, bevor er zum Landrat des Kreises Sorau ernannt wurde.